# 2-Oxopropanal
| A 2-oxopropanal vonalváza | A 2-oxopropanal pálcikamodellje |

|  |  |

A 2-oxopropanal, más néven metilglioxál (MGO) szerves vegyület, képlete CH3COCHO. A piroszőlősav aldehidje. Reaktív, a cukorbetegségben jelenlévő vegyület. Iparilag szénhidrátok túlexpresszált 2-oxopropanal-szintázzal való bontásával állítják elő.

## Szerkezet
Gázállapotban 2 karbonilcsoportja van – egy aldehid és egy keton. Víz jelenlétében hidrátokként és oligomerekként van jelen. Ezek jelzik nagy reakcióképességét, mely biológiai viselkedésével is összefügg.

## Biokémia

### Bioszintézis és bomlás
A 2-oxopropanal számos metabolikus út mellékterméke. Elsősorban a glikolízis melléktermékeként van jelen a glicerinaldehid-3-foszfát és a dihidroxiaceton-foszfát mellett. Ezenkívül feltehetően az aceton és a treonin bomlásakor is keletkezik. Az arisztolochinsav 18-ról 231 μg/mg vesefehérjére növeli koncentrációját egerekben. 3-Aminoacetonból is keletkezhet, mely a treoninkatabolizmus köztiterméke, valamint lipidperoxidációból is. Azonban legfontosabb forrása a glikolízis. Itt a 2-oxopropanal a glicerinaldehid- és a dihidroxiaceton-foszfátról való nem enzimatikus foszfáteltávolításból jön létre. Ez az alapja a propán-1,2-diol előállításának lehetséges biotechnológiai útja.
Mivel erősen citotoxikus, számos hatástalanító mechanizmus jött létre. Ezek egyike a glioxalázrendszer, ahol a 2-oxopropanalt glutation hatástalanítja. A glutation féltioacetált adva reagál a 2-oxopropanallal, melyet a glioxaláz I S-
d-laktoilglutationná alakít. E tioésztert a glioxaláz II 
d-laktáttá hidrolizálja

### Biokémiai funkció
A 2-oxopropanal az előrehaladott glikációs végtermékek (AGE) keletkezésében fontos. E folyamatban a lizin és arginin szabad aminocsoportjaival és a cisztein tiolcsoportjaival reagál. A hisztonok erősen érzékenyek a 2-oxopropanal általi módosulásra, ezek száma mellrákban nagyobb.

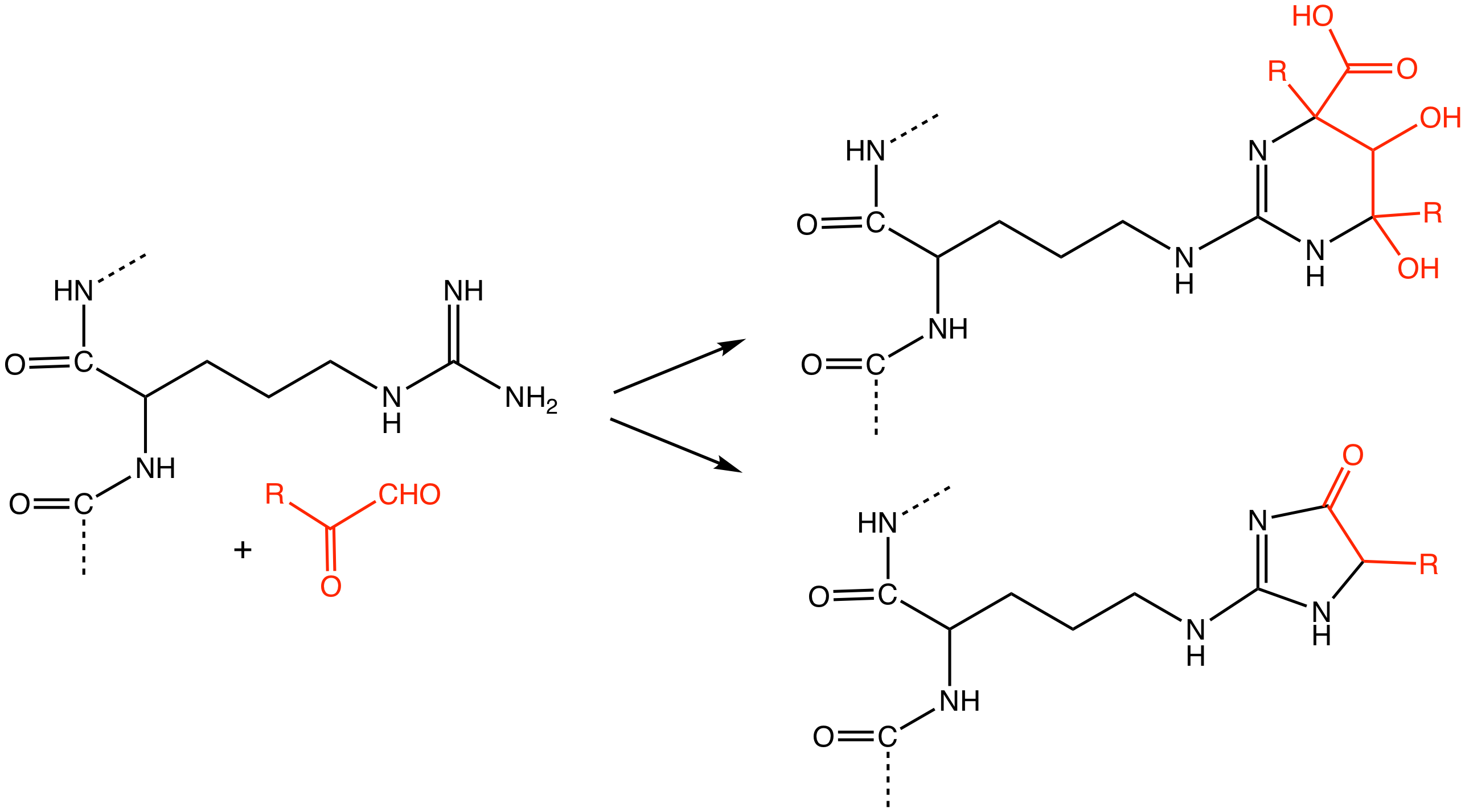
2-oxopropanal és arginin lehetséges termékei.

A DNS-károsodást reaktív karbonilcsoportok, elsősorban a 2-oxopropanalé és a glioxálé indukálják az oxidatív DNS-károsodáshoz hasonló gyakorisággal. Ez a DNS-glikáció, mely mutációt, DNS-töréseket vagy citotoxicitást okozhat. Emberben ezeket a DJ-1 (PARK7) javítja.

### Orvostudományi szempontok
A nagyobb vérglükózszintek miatt a 2-oxopropanal koncentrációja nagyobb cukorbetegekben, és összefügg az artériás aterogenezissel. A 2-oxopropanal okozta alacsonysűrűségűlipoprotein-glikációja 4-szeresére növeli az aterogenezist cukorbetegekben. A 2-oxopropanal közvetlenül az idegvégekhez köt, növelve a krónikus fájdalmakat diabéteszes neuropátia esetén és erősítve a neuropátiát.

## Egyéb előfordulás
A 2-oxopropanal egyes mézek, például a manukaméz összetevője, hatásos az Escherichia coli és a Staphylococcus aureus ellen, és segíthet megakadályozni a Pseudomonas aeruginosa biofilmképzését.
A mézben lévő 2-oxopropanal nem növeli az előrehaladott glikációs végtermékek keletkezését egészséges emberekben.

## Fordítás
Ez a szócikk részben vagy egészben  a   Methylglyoxal című angol Wikipédia-szócikk ezen változatának fordításán alapul.  Az eredeti cikk szerkesztőit annak laptörténete sorolja fel. Ez a jelzés csupán a megfogalmazás eredetét és a szerzői jogokat jelzi, nem szolgál a cikkben szereplő információk forrásmegjelöléseként.